# 利川站 (中国)
利川站，位于中华人民共和国湖北省恩施土家族苗族自治州利川市，是宁蓉线上的火车站，建于2010年，由武汉局集团管辖。

## 車站周邊
- 龙船调公园
- 中国人民银行利川支行
- 清江

## 歷史
- 建于2010年。

## 外部連結
- 中国铁路客户服务中心（页面存档备份，存于）